# خالد الجهني (لاعب كرة قدم مواليد 1999)
خالد مناور الجهني لاعب كرة قدم سعودي ، يلعب في الظهير الأيمن.

## مسيرة اللاعب
لعب في نادي أحد في الفئات السنية و لعب بعدها مع نادي الذهب ونادي النجمة.